# Mistrzostwa Europy w Lekkoatletyce 1982 – bieg na 200 m mężczyzn

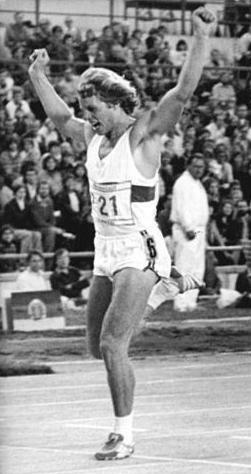
Olaf Prenzer

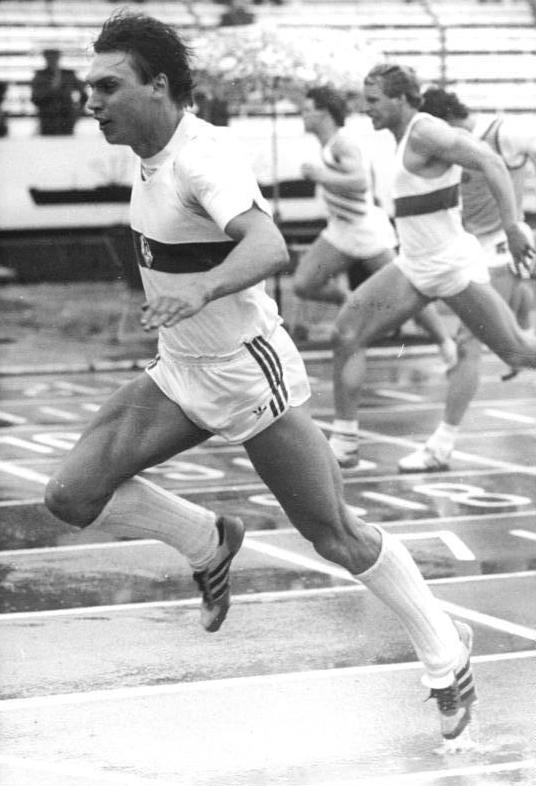
Frank Emmelmann

Bieg na dystansie 200 metrów mężczyzn był jedną z konkurencji rozgrywanych podczas XIII mistrzostw Europy w Atenach. Biegi eliminacyjne i półfinałowe zostały rozegrane 8 września, a bieg finałowy 9 września 1982 roku. Zwycięzcą tej konkurencji został reprezentant Niemieckiej Republiki Demokratycznej Olaf Prenzler. W rywalizacji wzięło udział dwudziestu czterech zawodników z czternastu reprezentacji.

## Rekordy
| Rekord świata     | Pietro Mennea (ITA) | 19,72 | Meksyk, Meksyk        | 12.09.1979 |
| Rekord Europy     | Pietro Mennea (ITA) | 19,72 | Meksyk, Meksyk        | 12.09.1979 |
| Rekord mistrzostw | Pietro Mennea (ITA) | 20,16 | Praga, Czechosłowacja | 01.09.1978 |

## Wyniki

### Eliminacje
Rozegrano cztery biegi eliminacyjne. Do półfinałów awansowało po trzech najlepszych zawodników każdego biegu eliminacyjnego (Q) oraz czterech spośród pozostałych z najlepszymi czasami (q).
Bieg 1
| Miejsce | Zawodnik         | Czas  | Uwagi |
| ------- | ---------------- | ----- | ----- |
| 1       | Frank Emmelmann  | 20,87 | Q     |
| 2       | Cameron Sharp    | 20,96 | Q     |
| 3       | Pascal Barré     | 21,09 | Q     |
| 4       | Luciano Caravani | 21,25 | q     |
| 5       | Stanislav Sajdok | 21,29 | q     |
| 6       | László Babály    | 21,39 |       |

Bieg 2
| Miejsce | Zawodnik         | Czas  | Uwagi |
| ------- | ---------------- | ----- | ----- |
| 1       | Hermann Lomba    | 20,90 | Q     |
| 2       | István Nagy      | 21,00 | Q     |
| 3       | Detlef Kübeck    | 21,03 | Q     |
| 4       | Siergiej Sokołow | 21,15 | q     |
| 5       | Peter Klein      | 21,32 |       |
| 6       | Zenon Licznerski | 21,36 |       |
| 7       | Peter Muster     | 31,10 |       |

Bieg 3
| Miejsce | Zawodnik           | Czas  | Uwagi |
| ------- | ------------------ | ----- | ----- |
| 1       | Władimir Murawjow  | 20,96 | Q     |
| 2       | Giovanni Bongiorni | 21,02 | Q     |
| 3       | Olaf Prenzler      | 21,13 | Q     |
| 4       | Kimmo Saaristo     | 21,38 |       |
| 5       | Per-Ola Olsson     | 21,72 |       |

Bieg 4
| Miejsce | Zawodnik         | Czas  | Uwagi |
| ------- | ---------------- | ----- | ----- |
| 1       | Patrick Barré    | 21,03 | Q     |
| 2       | Erwin Skamrahl   | 21,04 | Q     |
| 3       | František Břečka | 21,11 | Q     |
| 4       | Carlo Simionato  | 21,25 | q     |
| 5       | Ángel Heras      | 21,37 |       |
| 6       | Nikołaj Markow   | 21,73 |       |

### Półfinały
Rozegrano dwa półfinały. Do finału awansowało po czterech najlepszych zawodników każdego biegu półfinałowego (Q).
Półfinał 1
| Miejsce | Zawodnik          | Czas  | Uwagi |
| ------- | ----------------- | ----- | ----- |
| 1       | Frank Emmelmann   | 20,80 | Q     |
| 2       | István Nagy       | 20,82 | Q     |
| 3       | Patrick Barré     | 20,93 | Q     |
| 4       | Władimir Murawjow | 20,95 | Q     |
| 5       | Pascal Barré      | 20,99 |       |
| 6       | Carlo Simionato   | 21,04 |       |
| 7       | František Břečka  | 21,17 |       |
| 8       | Luciano Caravani  | 21,24 |       |

Półfinał 2
| Miejsce | Zawodnik           | Czas  | Uwagi |
| ------- | ------------------ | ----- | ----- |
| 1       | Olaf Prenzler      | 20,58 | Q     |
| 2       | Erwin Skamrahl     | 20,61 | Q     |
| 3       | Cameron Sharp      | 20,62 | Q     |
| 4       | Siergiej Sokołow   | 20,68 | Q     |
| 5       | Detlef Kübeck      | 20,80 |       |
| 6       | Hermann Lomba      | 20,82 |       |
| 7       | Giovanni Bongiorni | 21,04 |       |
| 8       | Stanislav Sajdok   | 21,17 |       |

### Finał
| Miejsce | Zawodnik          | Czas  |
| ------- | ----------------- | ----- |
| 1       | Olaf Prenzler     | 20,46 |
| 2       | Cameron Sharp     | 20,47 |
| 3       | Frank Emmelmann   | 20,60 |
| 4       | Erwin Skamrahl    | 20,60 |
| 5       | István Nagy       | 20,62 |
| 6       | Patrick Barré     | 20,75 |
| 7       | Władimir Murawjow | 20,76 |
| 8       | Siergiej Sokołow  | 20,81 |